# Julio Sánchez Cristo
Julio Enrique Sánchez Cristo (Bogotá, 9 de enero de 1958) es un periodista y locutor colombiano. Dirige la emisora W Radio Colombia perteneciente a Caracol Radio del grupo Prisa de España; es el director y conductor principal del programa radial La W, la cual se retransmite en Estados Unidos, Panamá y España. Ha ganado dos veces el Premio Rey de España.

## Primeros años y estudios
Julio Sánchez Cristo nació en Bogotá siendo el mayor de cuatro hijos varones, Julio, Jaime, Alberto y Gerardo, fruto del matrimonio de Lili Cristo y del empresario de televisión Julio Sánchez Vanegas, quien también fue actor de cine, periodista, presentador de televisión y locutor de radio.
Sánchez Cristo estudió en el Colegio José Max León y en el Colegio San Bartolomé La Merced, del cual fue expulsado. Obtuvo su título de bachiller en el Colegio Instituto Nacional Femenino Lorencita Villegas de Santos fue el único hombre en graduarse de esta institución. Continuó sus estudios en Estados Unidos y Europa, enfocándose en el periodismo.

## Trayectoria
Aunque ha pasado por la televisión y la prensa escrita, Sánchez Cristo se destaca por su labor en radio, al punto que ha creado y conducido tres programas matutinos de actualidad de gran sintonía en la banda FM: Viva FM (1991-1996) para Caracol Estéreo, La FM (1996-2003) para la emisora homónima de RCN Radio con el programa "Los Originales" promocionando con el tema Julia de Willie Colón y La W (2003) de W Radio emisora de Caracol Radio de la cual es director desde 2003, incluso hizo parte de la Mesa de Trabajo de 6 A.M. 9 A.M. de Caracol Radio, cuyo equipo estuvo conformado por el entonces Director Yamid Amat, fue DJ de Radioacktiva de Caracol Radio y de Caracol Estéreo.
En el 2015, participó como locutor en la película Colombia magia salvaje.

### Controversias
En el año 2020 fue relacionado con el llamado Caso Uribe, debido a que dentro de este caso se interceptó una conversación entre el abogado Diego Cadena, quien era uno de los abogados del expresidente Álvaro Uribe Vélez. Durante una emisión en vivo de la emisora radial La W Radio, Julio Sánchez Cristo dio explicaciones acerca de su conversación con Diego Cadena, refiriendo la importancia de este para contactar fuentes o concretar entrevistas de relevancia para el país. Además adujo que su labor de periodista la había desarrollado con imparcialidad, profesionalismo y que también era cercano con otros abogados que le servían de fuente y periodistas como Daniel Coronell.

## Premios
Ha recibido varios premios de periodismo en Colombia y España, entre ellos se destacan:
- Premio Nacional de Periodismo Simón Bolívar, 5 premios colectivos, 3 individuales.[10]
- Premio Rey de España a la Mejor Radio de Iberoamérica en 1998 y 2012.

## Publicaciones
- Mañanas FM, 1997
- Personajes del mundo en la FM, 2000
- Lucho, 2007
- El país que se hizo posible, 2016
- El General Naranjo El general de las Mil Batallas, 2017